# One Voice (альбом Барбры Стрейзанд)
| Оценки критиков | Оценки критиков |
| Источник        | Оценка          |
| --------------- | --------------- |
| AllMusic        | [ 1 ]           |

One Voice — концертный альбом американской певицы Барбры Стрейзанд, выпущенный в 1987 году на Columbia Records. Альбом был записан в ходе благотворительного концерта на ранчо Стрейзанд в Малибу 6 сентября 1986 года. 11 августа 1987 года пластинка была сертифицирована Американской ассоциацией звукозаписывающих компаний как золотая, а 8 февраля 1988 — как платиновая с продажами более 2.000.000 копий, а также стала платиновой в Новой Зеландии. Стабильные продажи альбома позволили ему получить сертификации в Австралии, Канаде, Нидерландах и Великобритании.

## О концерте
Страх Барбры о ситуации в мире был куда больше страха выступать вживую. Для поддержки американского политического комитета женщин Голливуда и финансовой помощи шести кандидаторам в сенаторы от демократической партии, Барбра открыла врата своего ранчо в Малибу для гостей, прессы, кинозвёзд и политиков.
Все средства, заработанные на продажах данной записи будут пожертованы в организацию The Streisand Foundation. The Streisand Foundation поддерживает квалифицированные благотворительные организации, направленные на антиядерную активность и сохранение нашей окружающей среды, гражданской свободы и человеческих прав
В интервью Los Angeles Times Мэрилин Бергман сказала, что «это самая большая сумма собранная какой-либо женщиной в истории». Бергман, активная участница политического комитета женщин Голливуда, и близкий друг Стрейзанд, была инструментом и основной движущей силой в организации данного концерта. Цена билета составляла 5 тыс. долларов с пары. Бергман продолжала: «Я помню, когда случилась авария на Чернобыльской АЭС, Барбра позвонила мне тем утром — я была в тот момент в Нью-Йорке. Она была, как и все мы, очень расстроена. Это была своего ряда встряска, своего рода напоминание, что мы живём в опасные времена: ядерное оружие и ядерное оборудование могут быть для нас как тикающие бомбы. Так или иначе, я помню, это было так называемое пробуждение. Предстояли выборы. Мы решили, что хотели бы быть фактором и некоторой силой в возвращении демократической силы в сенат. Так пришла идея сбора средств и Барбра сказала, что готова спеть. Мы начали с идеи организации гораздо более крупного концерта. Барбра восприняла эту идею неохотно, скорее всего по многим причинам. В итоге мы сошлись на сооружении амфитеатра на более чем 500 мест на заднем дворе её дома. Всё это располагалось на большой поляне заднего двора её ранчо в Малибу. Я так рада, что концерт был задокументирован на аудио и видео. И я так рада, что мы добились своей цели, во многом, благодаря One Voice»
В августе 1986 года политический комитет женщин Голливуда разослал уникальные приглашения по почте. Внутри украшенной жестяной коробки, заполненной попурри, было приглашение и аудио-кассета, записанная самой Стрейзанд. Запись начиналась словами: «Привет, это Барбра. Я не могла представить себя, желающей петь вживую». Каждую кассету подписывала сама Стрейзанд.
Майкл Дж. Фукс, глава кабельного канала HBO, оплатил 250 тыс. долларов, потраченных на организацию концерта, а также выплатил большую сумму по приобретению прав на эксклюзивную разовую трансляцию концерта на HBO. Мартин Эрлайчмен, менеджер Стрейзанд, рассказывал: «Когда я впервые позвонил Майклу и спросил, заинтересован ли он в единоразовой трансляции данного концерта, он ответил: «Ты должно быть шутишь». Когда я позвонил ему позже и назвал окончательную сумму на приобретение прав на трансляцию, он ответил: «Ты должно быть шутишь». Кроме того, частью контракта по приобретению прав на трансляцию было условие предоставления первого просмотра отснятого материала Стрейзанд. В случае неодобрения Стрейзанд записи, трансляция отменяется. Затраты, потраченные на организацию и запись концерта, были бы потерями HBO.
В качестве ведущего концерта выступил актёр Робин Уильямс. Среди звёзд, посетивших концерт, были Уитни Хьюстон, Розанна Аркетт, Эммануэль Льюис, Уолтер Маттау, Сидни Поллак, Хью Хефнер, Барбара Уолтерс, Джейн Фонда, Том Хайден, Салли Филд, Голди Хоун, Бетт Мидлер, Брюс Уиллис, Берт Бакарак, Пенни Маршалл.
Продюсер Гэри Смит признался, что для трансляции были использованы отредактированные объявления номеров — менее политического направления. В интервью Рози О’Доннелл Барбра рассказала, что для телеверсии концерта была использована запись номера «America the Beautiful» с репетиции. Во время самого концерта, зрители поднялись, закрыв тем самым телесуфлёр, в результате чего Барбра испытала волнение и забыла слова песни.
Отдельное спасибо Барри Гиббу за то, что был здесь.. и Линде Фельдмэн за «приглашение»
Одним из наиболее ярких моментов шоу было появление Барри Гибба. Их совместный альбом, Guilty, вышел за 6 лет до концерта, но первое их появление на сцене вместе состоялось только на данном концерте, в 1986 году.
7 сентября 1986 года, на следующей день после концерта , Барбра дала интервью шоу Today. Вместе с Глорией Стайнем она показала амфитеатр на своем заднем дворе. Трансляция концерта состоялась 27 декабря 1986 года на кабельном телеканале HBO.
Этот альбом посвящен Глэдис Бегельман, которая была бы рада быть здесь.
Глэдис Бегельман была женой Дэвида Бегельмана — близкого друга продюсера Рея Старка, агента Стрейзанд и, позже, президента Columbia Pictures. Глэдис умерла от лейкимии в июне 1986 года.
Альбом был номинирован в следующих категориях премии «Грэмми»: Лучшее женское вокальное поп-исполнение, Лучшее музыкальное концертное видео, Лучшая аранжировка вокальной композиции (за песню «Being Alive»).

## Чарты
Альбом дебютировал в чарте Billboard 200 с 55 места 9 мая 1987 года, а своего пика, на 9 позиции, достиг 6 июня 1987 года. Пластинка стала для Стрейзанд большим успехом, альбом провел в чарте 28 недель, 11 августа 1987 года был сертифицирован RIAA как золотой, а 8 февраля 1988 — как платиновый. Продажи альбома в мире близки к 3 млн копий.

## Список композиций
1. "Somewhere" (Leonard Bernstein, Stephen Sondheim) – 3:19
2. "Evergreen" (Barbra Streisand, Paul Williams) – 3:01
3. "Something's Coming" (Leonard Bernstein, Stephen Sondheim) – 4:12
4. "People" (Bob Merrill, Jule Styne) – 4:49
5. "Send in the Clowns" (Stephen Sondheim) – 4:38
6. "Over the Rainbow" (Harold Arlen, Yip Harburg) – 3:41
7. "Guilty" (Barry Gibb, Maurice Gibb, Robin Gibb) Duet with Barry Gibb – 5:25
8. "What Kind of Fool" (Barry Gibb, Albhy Galuten) Duet with Barry Gibb – 4:31
9. "Papa, Can You Hear Me? (Michel Legrand, Alan Bergman, Marilyn Bergman) – 4:32
10. "The Way We Were (Alan Bergman, Marilyn Bergman, Marvin Hamlisch) – 3:48
11. "It's a New World" (Harold Arlen, George Gershwin) – 3:03
12. "Happy Days Are Here Again" (Milton Ager, Jack Yellen) – 4:42
13. "America the Beautiful" (Katharine Lee Bates, Samuel A. Ward) – 5:02

## Участники записи
Продюсер: Ричард Баскин
Музыкальный режиссер: Рэнди Кербер
Звукорежиссёр: Эд Грин
Инженер-мастеринг: Берни Грундман
Микширование и мастеринг: Джон Эрриас
Музыканты: Рэнди Кербер (дирижер, акустическое пианино, клавишные); Джим Кокс (синтезатор); Дэн Сойер (акустическая и электрическая гитара); Рэнди Уолдман (синтезатор); Чед Вакерман (ударные); Майкл Фишер (перкуссия, звуковые эффекты); Найл Стайнер (синтезатор EVI); Джон Пирс (синтезатор Муга); Ричард Маркс (бэк-вокал)
Фото: Ричард Корман
Арт-директор: Тони Лэйн и Нэнси Дональд

## Чарты

### Недельные чарты
| Чарт (1987)                      | Место |
| -------------------------------- | ----- |
| Australian Albums Chart          | 15    |
| Канада (RPM Top Albums/CDs)      | 28    |
| Нидерланды (Album Top 100)       | 2     |
| Германия (Offizielle Top 100)    | 32    |
| Japanease Albums (Oricon)        | 93    |
| Новая Зеландия (RMNZ)            | 7     |
| Spanish Albums (Promusicae)      | 18    |
| Швеция (Sverigetopplistan)       | 33    |
| Великобритания (UK Albums Chart) | 27    |
| США (Billboard 200)              | 9     |

### Годовые чарты
| Чарт (1987) | Место |
| ----------- | ----- |
| US Cash Box | 41    |

## Сертификации
| Регион | Сертификация  | Продажи    |
| --- | ------------- | ---------- |
| Австралия (ARIA) | Золотой       | 35 000^    |
| Канада (Music Canada) | Золотой       | 50 000^    |
| Нидерланды (NVPI) | Платиновый    | 100 000^   |
| Новая Зеландия (RMNZ) | Платиновый    | 15 000^    |
| Великобритания (BPI) | Серебряный    | 60 000^    |
| США (RIAA) | 2× Платиновый | 2 000 000^ |
| * Данные о продажах приведены только на основе сертификации. ^ Данные о тиражах приведены только на основе сертификации. |               |            |